# François-Joseph Boulogne
François-Joseph Boulogne est un homme politique français né le 27 décembre 1768 à Desvres (Pas-de-Calais) et mort à une date inconnue.
Avocat à Boulogne-sur-Mer, il est député du Pas-de-Calais en 1815, pendant les Cent-Jours.

## Sources
- « François-Joseph Boulogne », dans Adolphe Robert et Gaston Cougny, Dictionnaire des parlementaires français, Edgar Bourloton, 1889-1891 [détail de l’édition]